# El Recreo Compostelano
El Recreo Compostelano fue un periódico quincenal gallego en castellano, que si publicó entre 1842 y 1843 en Santiago de Compostela.

## Descripción
Apareció su primer número el 11 de enero de 1842. El director era Antonio Neira de Mosquera, el editor José Núñez Castaño y el redactor principal Antolín Faraldo, que empleaba el seudónimo de Abenhumeya. Compusieron, también, la redacción, Domínguez Izquierdo, Alberto Camino, Benito Vicetto y Manuel de la Peña Cagigao.
La temática de la publicación estaba relacionada con aspectos históricos, literarios y filosóficos.
Cesó su publicación el 11 de septiembre de 1843.